# Torqueola ophiceralis
Torqueola ophiceralis là một loài bướm đêm trong họ Crambidae.